# Sol entre nosaltres
"Sol entre nosaltres" (títol original en anglès "Lonely Among Us") és el setè episodi de la primera temporada de la sèrie de televisió de ciència-ficció estatunidenca Star Trek: La nova generació, es va emetre originalment el 2 de novembre de 1987, en redifusió als Estats Units. Va ser escrit per D. C. Fontana, basat en un conte de Michael Halperin. Va ser el primer episodi de La nova generació dirigit per Cliff Bole.
Ambientada al segle XXIV, la sèrie segueix les aventures de la tripulació de la nau de la Flota Estel·lar de la Federació Enterprise-D. En aquest episodi, mentre la nau es dirigeix a una conferència interplanetària amb delegats de les races Selay i Antican a bord, una entitat alienígena no corporal pren possessió de diversos membres de la tripulació "Enterprise", inclòs el capità Jean-Luc Picard (Patrick Stewart).
Aquest episodi va marcar la primera aparició en una sèrie de Star Trek de Marc Alaimo, membre del repartiment recurrent de Star Trek: Deep Space Nine, així com la segona aparició de Colm Meaney que més tard interpretaria el personatge de La nova generació i Deep Space Nine Miles O'Brien. El maquillatge antican i selay va ser creat per Michael Westmore a partir de dissenys d'Andrew Probert. Després de l'emissió de l'episodi, els fans van escriure per queixar-se d'una escena que feia referència al canibalisme. Les crítiques van ser majoritàriament negatives, dirigides en particular al guió.

## Argument
L'Enterprise està de camí cap al planeta "Parlament" amb delegats de dos planetes en guerra del sistema Beta Renner, el rèptil Selay i el caní Antican, quan la nau es troba amb un estrany núvol d'energia. Sense ser vist per la tripulació, el tinent Worf (Michael Dorn) és colpejat amb una estranya descàrrega d'energia quan la nau passa pel núvol, el que fa que es torni violent. La doctora Beverly Crusher (Gates McFadden) seda en Worf i el porta a la infermeria, però també s'infusiona amb l'energia mentre examina el seu cos. Crusher comença a actuar de manera estranya amb els que l'envolten i va al pont, fent preguntes sobre les funcions de navegació de la nau. Quan li demana al tinent Cdr. Data (Brent Spiner) en una de les estacions científiques, l'energia esclata entre ella i la consola, deixant-la confusa de per què està al pont.
La nau de sobte comença a funcionar malament i el capità Picard envia l'enginyer ajudant Singh (Kavi Raz) per investigar la causa. Més tard, Singh és trobat mort a prop d'un enllaç informàtic, i Picard ordena una investigació d'assassinat, considerant que els delegats alienígenes són els principals sospitosos. Data investiga l'assassinat a la manera del detectiu fictici Sherlock Holmes, i determina que els delegats no eren responsables. Mentrestant, la consellera Deanna Troi (Marina Sirtis) utilitza la hipnosi tant en Worf com en Crusher, trobant que tots dos recorden haver estat envaïts per alguna entitat durant els seus esvaiments. La nau de sobte torna a caure fora de curvatura, i mentre Picard investiga les lectures d'una consola del pont, l'estranya energia es transfereix a ell. La tripulació del pont sospita de les accions de Picard després d'observar que tots els sistemes Enterprise han tornat a la normalitat i que Picard els ha ordenat que tornin al núvol.
Els oficials superiors intenten suplicar a Picard que se sotmeti a un reconeixement mèdic i que deixi el comandament, però ell es nega. Quan tornen al núvol, Picard anuncia que abans havien agafat una entitat quan van passar pel núvol, i ara Picard i l'entitat són una. Sota la seva influència, Picard planeja transportar la seva energia de nou al núvol, i dispara energia a la tripulació del pont quan intenten detenir-lo. La tripulació no pot evitar que Picard surti de la nau. La tripulació passa hores intentant localitzar Picard sense èxit, de manera que es veuen obligats a acceptar que no es pot recuperar i es preparen per marxar. Tanmateix, Troi intueix l'essència del Capità a prop, i Picard aconsegueix senyalitzar a la tripulació a través dels ordinadors de la nau. Data és capaç de revertir el transport, reconstituint Picard sense l'entitat. Després de determinar que Picard torna a ser ell mateix, mancat de records des que va ser pres per l'entitat, l'Enterprise continua cap al Parlament.

## Repartiment i doblatge al català
La sèrie va ser doblada al català pels estudis Tramontana (primera part) i Soundtrack (segona part) i emesa a TV3 l’any 1991. Els dobladors de l'episodi foren:
| Personatge      | Actor/actriu    | Veu en català   |
| --------------- | --------------- | --------------- |
| Jean-Luc Picard | Patrick Stewart | Joan Crosas     |
| William Riker   | Jonathan Frakes | Antoni Forteza  |
| Data            | Brent Spinner   | Joaquim Sota    |
| Geordi La Forge | LeVar Burton    | Aleix Estadella |
| Worf            | Michael Dorn    | Enric Arquimbau |
| Beverly Crusher | Gates McFadden  | Pilar Rubiella  |
| Deanna Troi     | Marina Sirtis   | Alicia Laorden  |
| Tasha Yar       | Denise Crosby   | Teresa Manresa  |
| Wesley Crusher  | Will Wheaton    | Roger Pera      |
| Ssestar         | John Durbin     | Joan Pera       |
| Badar N'D'D     | Marc Alaimo     | Manel Català    |

## Producció

### Escriptura i càsting

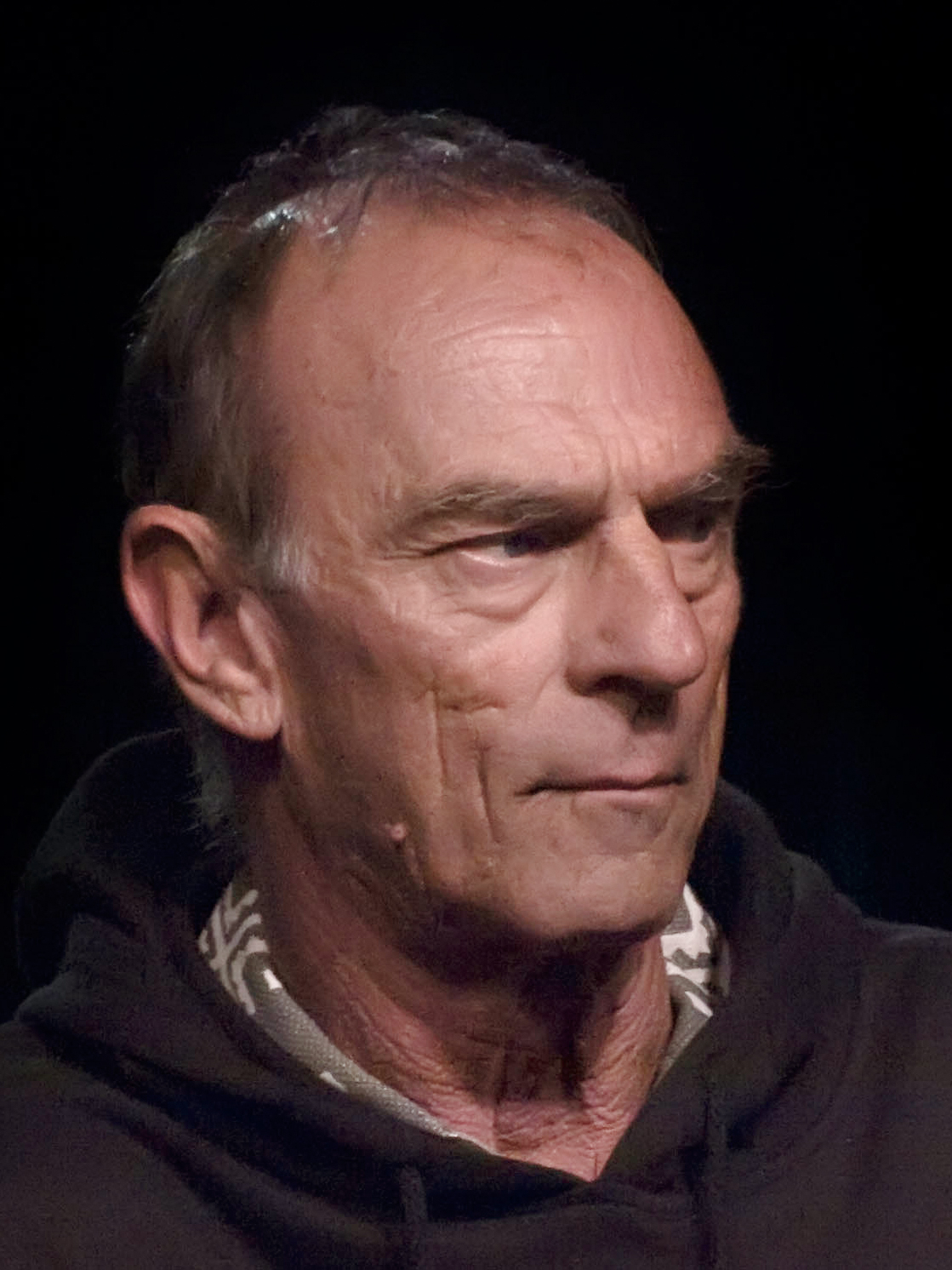
Marc Alaimo va fer el seu debut a Star Trek amb "Sol entre nosaltres".

La història original de Michael Halperin contenia una subtrama diferent que implicava un problema amb el diliti al nucli de curvatura de l'Enterprise. La conferència diplomàtica va ser afegida per D.C. Fontana quan es va convertir en un episodi de televisió. Fontana havia treballat anteriorment a Star Trek (sèrie original), inclòs l'episodi "Viatge a Babel". "Sol entre nosaltres" es va comparar posteriorment amb "Viatge a Babel", que Fontana va negar, dient: "Vaig escriure 'Viatge a Babel' i també vaig escriure aquest, i crec que hi ha una diferència. Aquí hi ha una delimitació i una separació definides, tant en intenció com en contingut." El director Cliff Bole no recordava gran part de l'episodi més tard, però no va pensar gaire en el guió, dient "El tema afecta el producte final. Hi ha alguns programes millor escrits, òbviament." Va ser el primer episodi de La nova generació dirigit per Bole, que abans havia treballat en programes com V i The Six Million Dollar Man.
Colm Meaney va fer la seva segona aparició a La nova generació després d'aparèixer originalment al pilot, "Trobada a Farpoint", com a alferes al pont. En aquest episodi va interpretar un alferes de seguretat, ja que no va ser fins a la segona temporada que va començar a interpretar el personatge recurrent de Miles O'Brien, que més tard es convertiria en un habitual de la sèrie a Star Trek: Deep Space Nine. Un altre actor de Deep Space Nine que va fer la seva primera aparició a Trek en aquest episodi va ser Marc Alaimo, que interpretava un anticà que no tenia nom a la pantalla, però que al guió es coneixia com a Badar N' D'D. Alaimo va interpretar altres papers a La nova generació, com ara el cardassià Gul Macet a "La ferida", abans d'interpretar a Gul Dukat a DS9. John Durbin va aparèixer com el líder de Selay, i també va aparèixer com a cardassià més tard a la sèrie, com a Gul Lemec a "Cadena de comandament". Kavi Raz va interpretar a l'assistent enginyer Singh, tot i que com que no estava disponible per tornar a rodar, en una escena va ser substituït per una perruca en una cadira.

### Maquillatge i vestuari
Els Selay i els Anticans van ser sobrenomenats com les "serps i els gossos" pel personal de producció. Els dissenys van ser creats per Andrew Probert, que abans havia estat responsable del disseny de l'Enterprise-D.
El maquillatge utilitzat en ells va ser creat pel supervisor Michael Westmore, que implicava tocats i mans complets per a dos anticans i cinc selays. A causa de l'espai limitat disponible, els Anticans es van fer internament a l'estudi de maquillatge Paramount, mentre que els Selays es van subcontractar a un estudi diferent per esculpir el cap. Un cop acabat, es va fer un motlle amb el cap  Selay i les peces sense pintar es van colar en làtex i es van enviar a Westmore per completar-les. Es pretenia fer-los de poliuretà lleuger, però el primer lot de caps Selay va sortir molt pesat.
Westmore va tenir temps de tornar a fer dos caps de goma escuma suau, però com que cadascun va trigar cinc hores a fer-se, no hi va haver prou temps per tornar a fer els cinc. Les versions més pesades dels caps Selay eren usades pels actors al fons de les escenes, tot i que Westmore les va descriure com a "molt incòmodes". La màscara anticana no permetia cap moviment amb l'excepció que els actors podien treure la llengua per l'obertura de la boca. Encara que aquesta és l'única aparició important dels anticans o dels selay, es van continuar utilitzant com a extres de fons en altres episodis de La nova generació i Deep Space Nine. Westmore va tornar a pintar les màscares selay abans de reutilitzar-les per tal de donar a les escales un aspecte més tridimensional.
Aquesta va ser la primera aparició dels uniformes de vestit de la Flota Estel·lar de l'època de La nova generació. Estaven basats en els utilitzats per la Royal Navy al segle XVIII, però es veurien lleugerament alterats quan van tornar a aparèixer durant la segona temporada. Una peça d'un vestit introduït en aquest episodi que no va tornar mai va ser la gorra quirúrgica i l'ocular que portava la Doctora Crusher.

## Recepció

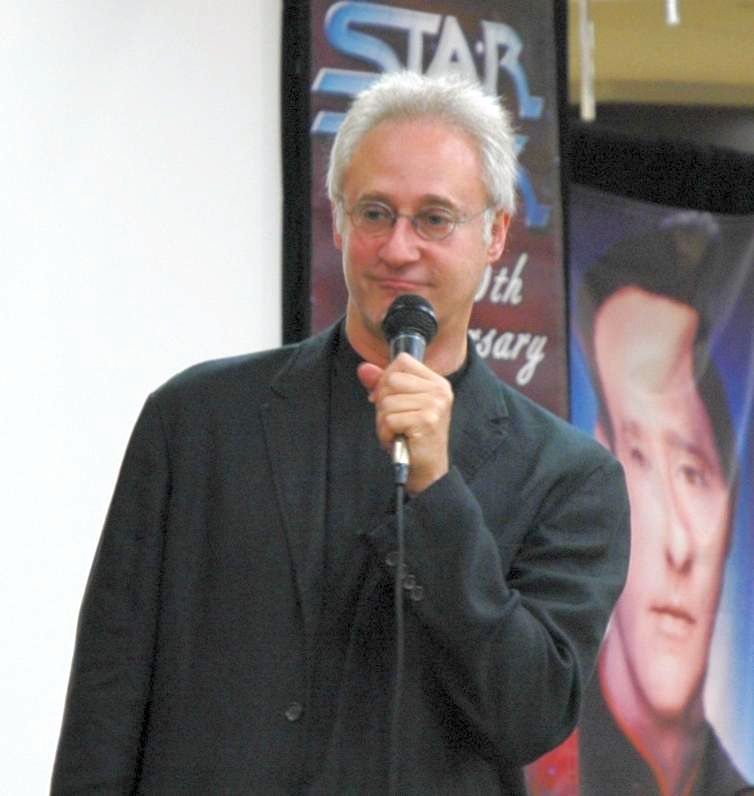
Brent Spiner va rebre crítiques tant positives com negatives per la seva impressió de Sherlock Holmes mentre interpretava Data en aquest episodi.

"Sol entre nosaltres" es va emetre originalment en redifusió el 2 de novembre de 1987. Va rebre una qualificació de 12,1, el que significa que va ser vist pel 12,1 per cent de totes les llars. Aquest va ser un augment respecte al de la setmana anterior "Allà on no ha estat mai ningú" que va rebre una puntiació de 10.5.
Després de l'emissió, els productors van rebre una quantitat important de correus de fans que criticaven l'aparent canibalisme per part dels anticans en aquest episodi. Diversos crítics van tornar a veure l'episodi després del final de la sèrie. Keith DeCandido va revisar "Sol entre nosaltres" per a Tor.com el maig de 2011. Li va donar una puntuació de tres sobre deu i no estava interessat en l'episodi, trobant la subtrama de la delegació alienígena a ser "principalment ximple", i la majoria de l'episodi era un "misteri de cerveseria feble que és sobretot una excusa perquè Gates McFadden i Sir Patrick Stewart actuïn estranys i que Brent Spiner fos un Sherlock ximple".
 James Hunt va pensar que la impressió de Sherlock de Spiner era "completament brillant", en la seva ressenya per Den of Geek l'octubre de 2012. Va pensar que l'episodi comparteix algunes similituds amb la tercera temporada de La sèrie original, dient: "Amb això vull dir que sembla barata i sembla haver estat escrita per un nen, en llapis groc."
El membre del repartiment Wil Wheaton va tornar a veure l'episodi per a AOL TV el novembre de 2006. Va criticar l'escriptura de Fontana en aquest episodi, dient que per aquesta època va aparèixer en un panell a una convenció sobre com resoldre " El problema de Wesley", però quan va tornar a veure l'episodi va pensar que "potser en comptes d'asseure'm en aquest panell i destrossar-me, D.C Fontana podria haver escrit un diàleg intel·ligent per a mi i haver ajudat a resoldre el "problema de Wesley" ella mateixa. No ho sé, potser va intentar fer-ho i no va rebre gaire suport de la resta de productors i del personal de redacció, però fins i tot jo conec la teoria del Dr. Channing de no escriure diàlegs tòpics per a nens en ciència-ficció, i després culpar a l'actor que es veu obligat a dir-los." En general, va criticar el diàleg "molt rígid" durant tot l'episodi, i va cridar el maquillatge "increïblement forçat". Va destacar que Data, com a Sherlock Holmes, va establir les bases que ampliaria en episodis futurs.
Zack Handlen va ressenyar l'episodi de The A.V. Club l'abril de 2010. També va pensar que la subtrama de la delegació alienígena estava mal executada d'una manera còmica, i va dir que això "combinat amb el ritme lent i una sèrie d'escenes de diàleg que es poden descriure de manera benèfica com "desenvolupament del personatge" (o més exactament com a 'coixinet'), aquest és un episodi immemorable que mostra una sèrie que encara no està segura dels seus punts forts". Va donar a l'episodi una nota de "C-".

## Estrena en mitjans domèstics
El primer llançament de mitjans domèstics de "Sol entre nosaltres" va ser en videocasset VHS, que va aparèixer l'1 d'abril de 1992 als Estats Units i al Canadà. L'episodi es va incloure més tard a la caixa de la primera temporada de Star Trek: La nova generació, llançada el març de 2002. L'episodi es va publicar com a part de la primera temporada en Blu-ray el 24 de juliol de 2012.
Els episodis de "Trobada a Farpoint" a "Datalore" es van publicar al Japó a LaserDisc el 10 de juny de 1995, com a part de First Season Part.1. Aquest incloïa l'episodi de la primera temporada "Sols entre nosaltres", i la caixa té una durada total de 638 minuts en diversos discs de vídeo òptics de 12 polzades.